# Amiano (presidente)
Amiano (em latim: Ammianus) foi um oficial romano do século IV, ativo durante o reinado do imperador Valentiniano I (r. 364–375).

## Vida
Amiano possivelmente era nativo do Egito. Em 360 ocupou posição de influência. Em 365, talvez foi assessor do mestre dos ofícios Decêncio; atuou como Meríones ao Idomeneu de Decêncio. Em 365, tornou-se presidente de Eufratense em sucessão de Domiciano. Em ofício recebeu duas epístolas de Libânio (1536, 1540), ambas sobre Alexandre.